# آرتور مایو رابسون

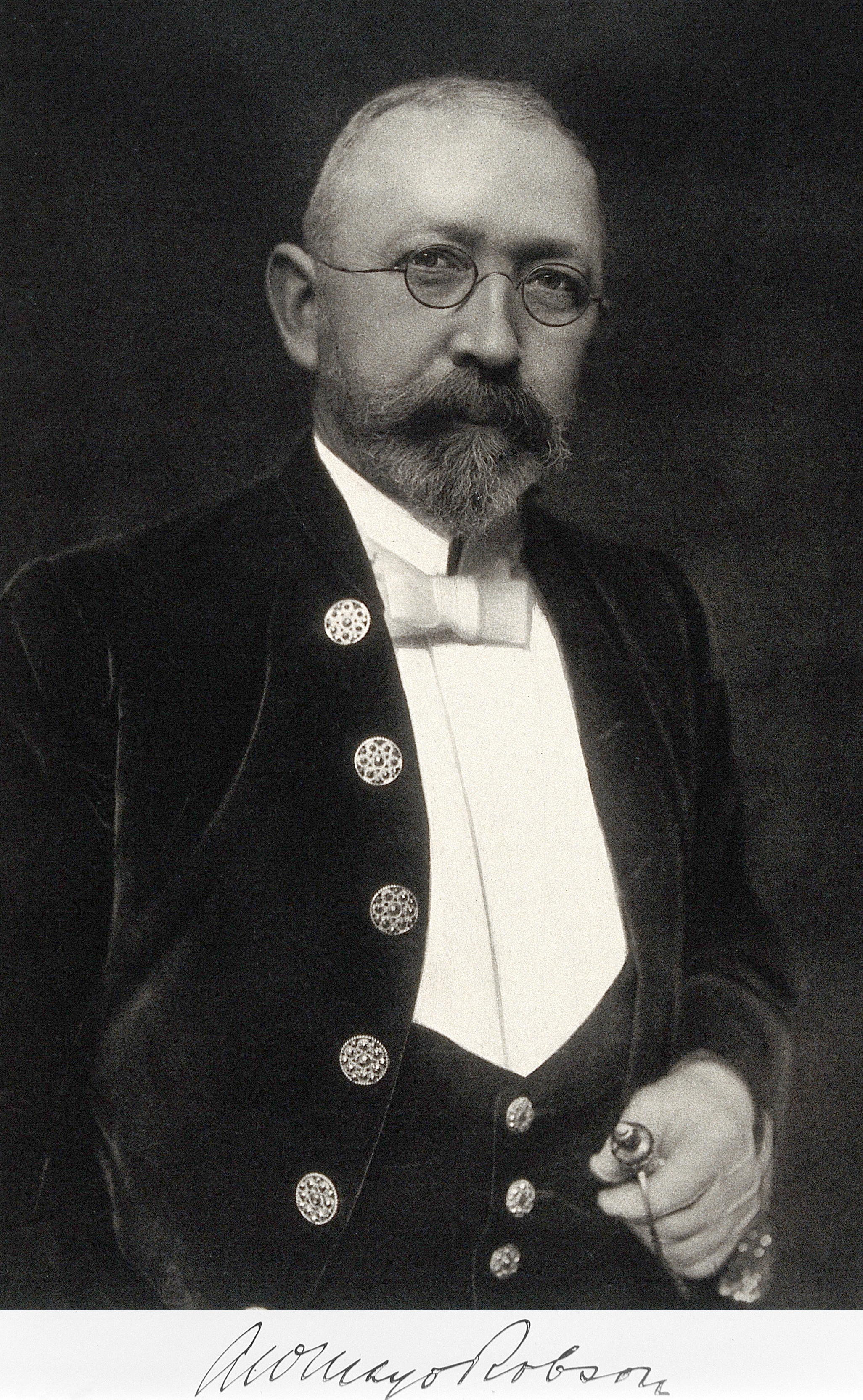
Arthur Mayo-Robson

سر آرتور ویلیام مایو رابسون (۱۷ آوریل ۱۸۵۳ در فیلی، یورکشایر - ۱۲ اکتبر ۱۹۳۳ در لندن)، همچنین با نام مایو رابسون نوشته شده‌است، یک جراح انگلیسی بود. او رئیس انجمن زنان بریتانیا بود. او در جراحی صفرا و ارتوپدی پیشگام بود.

## نام گذاری افتخاری
دو اصطلاح تشریحی نام او را دارند:
- نقطه مایو رابسون[۲]
- موقعیت مایو رابسون.[۳]